# Italo house
L'Italo house (également connue sous le nom de piano house) est un sous-genre de la musique house, dérivé de l'Italo disco, ayant émergé à la fin des années 1980 en Italie.

## Histoire
L'Italo house voit le jour dans les stations balnéaires de la mer Adriatique comme Rimini et Riccione et devient populaire dans les discothèques du pourtour méditerranéen. À la fin de l'été 1989, elle devient le genre le plus diffusé dans les plus grandes raves britanniques. 
Cette popularité au sein des raves engendrent des tubes comme Numero uno de Starlight et plus encore Ride on Time de Black Box,. En septembre 1989, Ride on Time se classe no 1 au Royaume-Uni, et maintient cette position pendant six semaines consécutives. En 1990, d'autres titres atteignent le top 10 ou le top 20 britannique : Touch Me (no 3) et Don't You Want Me (no 12) de 49ers, Going Back to My Roots/Rich In Paradise (no 9) de F.P.I. Project.

## Caractéristiques
L'Italo house se caractérise par des mélodies « douces et séduisantes », des riffs joués au piano, et une vitesse plus élevée que la house classique. Le genre utilise aussi des voix de chanteuses de disco, comme c'est le cas pour Ride on Time de Black Box, qui reprend la voix de Loleatta Holloway sur sa chanson Love Sensation. L'auteur Ulf Poschardt définit l'Italo house comme une « musique de la bonne humeur, qui doit faire plaisir sans détour et inviter à danser ».